# Pedro Coutinho da Silveira Ramos
Pedro Coutinho da Silveira Ramos (Ponta Delgada, Açores, 21 de Setembro 1838 — Lisboa, 26 de Outubro 1909), foi um militar português .

## Biografia
Pedro Coutinho, filho de Francisco Gomes Ramos da Silveira Coutinho, (17 de Março de 1804 Santarém Portugal - 6 de Março de 1839 Ilha do Faial), Capitão da Artilharia do Exército Português e de Ana Ramos Ferraz (Pico, Açores, 1804 – ?), filha de José Francisco Ferraz, Major do Exército Português e de Agda Jacinta Ferraz de Mello. Foi General de Brigada do Exército Português  e Comandante da Academia Militar em 1897/98 (Palácio da Bemposta).
Pedro foi General de Divisão no Porto e Comandante da 3˚ Divisão Militar; assentou praça no antigo Batalhão de Caçadores n.5. Em 11.8.1855 completou os seus estudos da Escola do Exército e foi promovido a 2˚ Tenente de Artilharia em 16.7.1862 e a 1˚ Tenente de Artilharia 18.8.1864, a Capitão em 23.8.1867, a Major a 14.8.1883, e a 4.8.1886 a Tenete Coronel e por fim a Coronel a 12.3.1890. Foi promovido a General de Brigada a 7.1.1897 e a General de Divisão em 3.11.1903.
Fez a sua carreira de armas na artilharia, servindo nos regimentos n.1,2,3,4 e no Estado Maior da Armada em diferentes postos e exerceu o comando do regimento n.1 e o lugar de Chefe do Estado Maior do Director Geral da Arma com bom senso e critério. Comandou por duas vezes a Escola do Exército, foi Director Geral da Arma da Artilharia e por ultimo comandou a 3˚ Divisão Militar. Em 21.9.1908 como completara 70 anos havia passado à reserve.
Pedro Coutinho casou com Helena Margarida d’Aguiar Giffenig Alves (24 Outubro 1846 Lisboa - 23 Fevereiro Lisboa 1884), filha do General de Brigada, Manuel de Jesus Alves (1 Janeiro 1818 Ajuda, Lisboa - 22 Julho 1881 Salvador, Santarèm, Portugal) e de Ana Margarida d’Aguiar Giffenig (Maranhão, Avis, Portugal), filha de João Benedicto Gaspar Giffenig (1784 Lisboa - 1862), Tenente Coronel do Exército Brazileiro e de Apolónia da Luz Carolina de Aguiar.. Pedro e Helena foram parentes de:
1. Francisco Coutinho da Silveira Ramos (7 Maio 1873 Belèm, Lisboa, Portugal - 8 Janeiro 1956 Freguesia dos Anjos, Lisboa), Tenente do Exército da Cavalaria Portuguesa. Casou com Libânia Beatriz Reboli Ferreira Nunes (14 Maio  1879 Santo Adrião, Moçâmedes,Angola – 16 Abril 1957 Lisboa, Portugal), filha do Major Francisco de Ferreira Nunes ‘Pachanita’ e de Julia Reboli Ferreira Nunes.[5]
2. Pedro Coutinho da Silveira Ramos, Capitão-Tenente do Exército (30 de Junho 1874 Lisboa, Portugal - 12 de Dezembro 1935 Lisboa) casou com Albertina Antónia da Silveira Albuquerque (1 de Agosto 1875 - 21 de Maio 1939 Lisboa, Portugal)
3. Manuel Coutinho da Silveira Ramos
4. Maria Manuela Coutinho da Silveira Ramos (25 de Novembro 1876 Santos-o-Velho, Lisboa, Portugal – 11 Novembro 1951, Lisboa, Portugal) que casou com Karl Julius Steglich e tiveram geração.
5. Fernando Coutinho da Silveira Ramos (30 de Maio 1879 Lisboa, Portugal – 7 Novembro 1935 Lisboa), Oficial de Cavalaria e notável cavaleiro.